# Jakob Arcadelt
Jakob Arcadelt (franz. Jaques Arcadelt; * 10. August 1507 in Namur; † 14. Oktober 1568 in Paris) war ein franko-flämischer Komponist, Sänger und Kapellmeister der Renaissance.

## Leben und Wirken
Die Abstammung von Jakob Arcadelt lag lange im Dunkeln und war Gegenstand vieler widersprechender spekulativer Vermutungen, bis im Jahr 1993 in den Taufregistern der Kirche St. Jean-Baptiste in Namur folgender eindeutige Eintrag gefunden wurde: „Die festo Sti Laurentii, Vi0 ae Idus Augusto – Iacobus Henricus filius Gerardi Fayl arca Eltinensis“ (veröffentlicht von dem französischen Musikhistoriker Paul Moret 1993). Jakob war der Sohn des Gießereibesitzers Gérard Fayl del Arche d’Elt; die Familie stammt somit aus dem Dorf Helt oder Haltinne südöstlich von Namur. Jakobs jüngerer Bruder Charles (* 1511) wurde Dichter und ließ im Jahr 1560 bei dem Verleger Plantin in Antwerpen ein Buch mit Oden erscheinen.
Jakob Arcadelt bekam ab dem Jahr 1515 seinen ersten Unterricht bei Alexandre de Clèves, welcher in Namur magister parvorum („Lehrer der Kleinen“) an der Kollegiatkirche St.-Pierre-au-Château gewesen ist. Mitschüler Arcadelts war damals „Petrus Certo“, vermutlich Pierre Certon. In den folgenden Jahren 1516 bis 1524 war er an der Kollegiatkirche St. Aubain seiner Heimatstadt Chorknabe („vicariot“) unter den Chorleitern Lambert Masson und Charles de Niquet. Nachdem Jehan de Berghes, Gouverneur der Grafschaft Namur, im Jahr 1526 einen Sieg über den Herzog von Geldern und Robert de la Marck errungen hatte, wirkte Arcadelt zusammen mit Thomas Crécquillon und Cornelius Canis am 28. Dezember 1526 an der Siegesfeier zu Ehren des Gouverneurs mit.
Kurz darauf hat Arcadelt offenbar seine Heimatstadt verlassen, möglicherweise, weil Namur ab 1527 von den Truppen Kaiser Karls V. belagert wurde. Vielleicht schon ab diesem Jahr datiert sein Aufenthalt in Florenz, weil ihn der Autor Cosimo Bartoli in seinen Ragionamenti Accademici als denjenigen Komponisten bezeichnet, der in Florenz in die Fußstapfen seines Freundes Philippe Verdelot getreten sei. Verdelot hatte nach der Florentiner Pestepidemie 1527 entweder die Stadt verlassen oder war dort verstorben. Beide Komponisten hatten sich vermutlich nie gesehen, obwohl sie als Meister des frühen Madrigals immer zusammen genannt wurden. Ein Mitglied der gebildeten Oberschicht von Florenz, Lionardo Strozzi, schrieb in einem Brief vom 19. November 1534 an einen Verwandten, dass er einen Florentiner Freund habe, der alle Werke Arcadelts kurz nach der Komposition zu sehen bekomme: „perché ho uno amico a Firenze che come Archadelt fa niente sempre è il primo ha quelle e me le manda“ (in modernisierter Orthografie). Der Komponist scheint zwar an keiner der führenden Kapellen von Florenz eine Position besessen zu haben, es gibt jedoch einen Zahlungsbeleg vom Juli 1535, in dem „Arcadelte franzese“ als Mitglied der privaten Musikkapelle von Alessandro de’ Medici (1511–1537) bezeichnet wird; dieser war der erste Herrscher des Fürstentums Florenz von 1532 bis 1537. In dieser Florentiner Zeit entstanden von Arcadelt etliche Motetten, hauptsächlich jedoch über 70 Madrigale in verschiedenen Sammlungen, einige davon anlässlich der Hochzeit von Alessandro de’ Medici mit Margarethe von Parma im Juni 1536.
Nachdem der angeblich gewalttätige und ausschweifende Herrscher Alessandro am 5. Januar 1537 von seinem entfernten Vetter Lorenzino de’ Medici ermordet worden war, kam es in Florenz zu monatelangen Unruhen. Lorenzino und die Familie Strozzi, führend in der Partei der republikanischen Rebellion, konnten dennoch die Macht in Florenz nicht übernehmen und zogen sich im Lauf des Jahres 1537 nach Venedig zurück. Somit ist zumindest ein kurzzeitiger Aufenthalt Arcadelts, der mit diesen Personen befreundet war, in dieser Stadt möglich. In der Capella Giulia des Petersdoms in Rom wird ab Januar 1539 ein Jacobus Flandrus als Sänger geführt (mit sehr großer Wahrscheinlichkeit Arcadelt); weil aber die Sängerlisten dieser Kapelle für 1537 und 1538 verloren gegangen sind, könnte diese Mitgliedschaft schon vor 1539 bestanden haben. Auch waren bei den in der florentinischen Zeit erschienenen Madrigalbüchern seine Werke mit denen von Francesco Corteccia, Francesco de Layolle und Jacquet de Berchem (florentinisches und norditalienisches Repertoire) gemischt, während im dritten und vierten Madrigalbuch ab Herbst 1539 Arcadelts Stücke vor allem zusammen mit Kompositionen von Costanzo Festa (römisches Repertoire) erschienen sind. Auch dies ist eine Stütze für die Annahme, dass sich Arcadelt spätestens ab 1539 in Rom aufhielt.
In Rom residierte der im Oktober 1534 gewählte, humanistisch orientierte und kunstsinnige Papst Paul III. (Amtszeit bis 1549), unter dem Michelangelo wirkte und der St. Petersdom gebaut wurde. Hier gab es zwei päpstliche Kapellen, die Capella Giulia und die Capella Sistina; in der ersteren war die Bezahlung geringer und der Arbeitsaufwand deutlich höher; sie galt für die Mitglieder allgemein als Vorstufe zur zweiten Kapelle. Arcadelt wechselte am 30. Dezember 1540 zur Capella Sistina, wo er (mit Unterbrechungen) bis Juni 1551 blieb. Für das Jahr 1544 wurde er zum turnusmäßigen Leiter der Kapelle („Abbas“) gewählt; der Papst sprach ihm am 22. April 1545 in der Stadt Lüttich, dem Sitz seiner Heimatdiözese, zwei Pfründen zu, und zwar an St. Barthélemy und St. Pierre. In seiner römischen Zeit komponierte er weniger Madrigale als früher; das fünfte Madrigalbuch enthält nur noch zur Hälfte Stücke von ihm selbst, weitere solche Kompositionen erschienen in Sammlungen, die in den 1540er Jahren in Venedig erschienen. Dagegen nahm die Komposition geistlicher Werke merklich zu, insbesondere zwei Marienmessen und zehn Motetten, die fast alle dort erstmals erschienen sind. Krankheitsbedingt war Arcadelt zwischen dem 10. November 1545 und dem 16. April 1546 nicht im Dienst, und ab 6. Mai 1546 nahm er einen über einjährigen Heimaturlaub, der auch zur Inbesitznahme der Pfründen diente; er kehrte erst am 28. Mai 1547 nach Rom zurück. Seine durch Krankheit bedingten Entschuldigungen am 24. Dezember 1547 und im August 1549 lassen eine geschwächte Gesundheit annehmen; auch kam in dieser Zeit die Entstehung von Kompositionen zum Stillstand. Nachdem Palestrina im September 1551 die erste Stelle des Magister capellae eingenommen hat, kann zu dieser Zeit das Ausscheiden Arcadelts aus der päpstlichen Kapelle angenommen werden.
Nachdem er Rom verlassen hatte, ist der Aufenthaltsort Arcadelts zunächst nicht bekannt; erst ab 1554 ist er als Sänger am Hof des späteren französischen Königs Karl IX. in Paris belegt, wo er bis zu seinem Tod geblieben ist. Zur gleichen Zeit war er im Dienst des humanistisch orientierten Kardinals von Lothringen, Charles de Guise (1524–1574), der ebenfalls in Paris residierte; Arcadelt wird im Vorwort seiner Missa tres aus dem Jahr 1557 als Kapellmeister des Kardinals bezeichnet. Der Komponist bekam in seiner Pariser Zeit Pfründen an Notre-Dame und St. Germain l’Auxerrois sowie an der Kathedrale von Reims. Nachdem er in früheren Zeiten, zwischen 1537 und 1551, eher gelegentlich Chansons geschrieben hat, wobei insgesamt 21 bei den Verlegern Pierre Attaingnant, Jacques Moderne und Nicolas du Chemin erschienen sind, nimmt die Zahl der Kompositionen dieser Gattung ab 1552 sprunghaft zu, und es erschienen etwa 100 solche Stücke bis 1569 in den Anthologien des königlich privilegierten Verlegers Le Roy & Ballard. Die in dieser Zeit entstandenen acht Madrigale können eher als Nachzügler bezeichnet werden, und es sind keine neuen Motetten überliefert. Der Verleger Le Roy & Ballard publizierte 1557 zu den beiden Messen aus der römischen Zeit noch eine dritte Messe. Darüber hinaus erschienen bei ihm noch ein Magnificat sowie sechs Psalmvertonungen; letztere sind jedoch verloren gegangen. Jakob Arcadelt, schon zu Lebzeiten als einer der bedeutendsten Komponisten seiner Zeit anerkannt, starb am 14. Oktober 1568 in Paris.

## Bedeutung
Jakob Arcadelt kann als einer der vielseitigsten Komponisten des 16. Jahrhunderts bezeichnet werden, und wegen des zahlenmäßigen Umfangs wie hinsichtlich der erreichten Qualität seiner Kompositionen stellt er eine zentrale Gestalt zwischen den Generationen von Josquin Desprez, Heinrich Isaac und Jacob Obrecht einerseits und den Spät-Frankoflamen Palestrina und Orlando di Lasso andererseits dar. Ein musikgeschichtlich besonders wichtiger Teil seines Gesamtwerks sind dabei die über 200 Madrigale, die unter seinem Namen überliefert sind. Nachdem sich das Madrigal als Gattung gerade ein Jahrzehnt vorher in den Werken von Bernardo Pisano (1490–1548), Philippe Verdelot und Costanzo Festa herauskristallisiert hatte, war Arcadelt in der historisch günstigen Situation, diesen Musiktyp aufzugreifen, weiterzuentwickeln und zu vervollkommnen, insbesondere, weil er sich zu der entscheidenden Zeit in den beiden Hauptzentren dieser Gattung aufhielt, nämlich in den 1530er Jahren in Florenz und in den 1540er Jahren in Rom. Als individuelle Leistung kommt bei Arcadelt eine beachtliche Schaffenskraft und ein besonderes Gespür für Rhythmus und Sprachmelodie der italienischen Dichtung hinzu, die selbst bei den muttersprachlichen Madrigalkomponisten in der ersten Hälfte des 16. Jahrhunderts seinesgleichen sucht.
Sein Schaffen lässt sich zeitlich in drei Abschnitte einteilen. Die erste relativ kleine Gruppe besteht aus den Werken der späten 1520er und der früher 1530er Jahre. Die zweite besonders große Gruppe beinhaltet die Kompositionen der mittleren und späten 1530er Jahre, welche größtenteils in den ersten vier Madrigalbüchern erschienen ist; diese Gruppe erfreute sich im 16. Jahrhundert besonderer Beliebtheit: das erste Madrigalbuch wurde bis zur Mitte des 17. Jahrhunderts in verschiedenen Fassungen mindestens 56 mal nachgedruckt. Die dritte, sehr heterogene Werkgruppe ist vom Umfang her wieder kleiner und umfasst die späteren Werke aus den 1540er und 1550er Jahren. Die besonderer Meisterschaft seiner reifen Madrigalkompositionen liegt in der fast vollkommenen Verschmelzung von Sprachmelodie und musikalischer Linie; diese setzt sich nicht nur oft über die Mensurgrenzen hinweg fort, sondern setzt auch das variable italienische Versmaß wie selbstverständlich in musikalischen Rhythmus um und führt eine besondere Entsprechung zwischen melodischen und sprachlichen Hoch- und Tiefpunkten herbei.
Seine Chansons aus der früheren Phase, den 1530er und 1540er Jahren, besitzen mit ihren klar abgegrenzten, oberstimmenorientierten und weitgehend homophonen Phrasen einen Charakter, der mit dem etwas groben Allgemeinbegriff „Pariser Chanson“ umschrieben wird. Ab den späten 1540er Jahren, insbesondere aber ab 1550, sind seine Chansons immer mehr rein homophon, oft nur dreistimmig, im Dreiertakt oder im Wechsel zwischen Dreier- und Vierertakt, und mit volkstümlichen oder pseudo-volkstümlichen Melodien in der Oberstimme. Ein anderer Teil seiner späteren Chansons orientiert sich mehr an der neueren literarisch-humanistischen Bewegung  der Pléiade (hauptsächlich vertreten von dem französischen Dichter Pierre de Ronsard), in der die Musik wie in der Antike in Form und Metrum auf die reine Textdarstellung zurückgeführt werden sollte, um die legendäre ethische Wirkung der antiken Musik zu erzielen. Bekanntermaßen war Arcadelts letzter Dienstherr, Kardinal Charles de Guise, ein lebhafter Befürworter solcher humanistischer Bestrebungen, die sich später zur Richtung der musique mésurée weiterentwickelten. Am deutlichsten sind solche Einflüsse naturgemäß in Arcadelts Chansons mit lateinischen Texten nach Dichtungen von Vergil, Horaz und Martial festzustellen. Die dreistimmige Chanson „Nous voyons que les hommes“ wurde im 19. Jahrhundert von dem französischen Komponisten und Dirigenten Pierre-Louis Dietsch zu einem vierstimmigen Ave Maria umgearbeitet und wird in dieser Form gelegentlich unter Arcadelts Namen aufgeführt; Franz Liszt komponierte über diese Fassung eine Orgelfantasie, wohl in der Annahme, ein Originalwerk des Komponisten zu verarbeiten.
Die geistlichen Kompositionen von Jakob Arcadelt besitzen in ihrem Gesamtumfang nicht den Rang seines Madrigalschaffens, verteilen sich aber gleichmäßig über seine Schaffenszeit, mit einem gewissen Schwerpunkt zu seiner Zeit an der päpstlichen Kapelle. Auch hier ist eine Entwicklung von einer neutralen oder schematischen Textvertonung der früheren Werke zu einer Textbehandlung ab den späten 1530er Jahren festzustellen, in der sich die Melodie aufs Engste den Worten anschmiegt. Wie bei den Chansons folgt Arcadelt auch in den Motetten der Fußspur von Philippe Verdelot; seine drei Messen wiederum sind seinen Motetten im Stil recht ähnlich. Seine Lamentationen und das Magnificat sind in dem einfachen, deklamatorischen Stil der damals üblichen liturgischen Gebrauchsmusik verfasst; es ist anzunehmen, dass seine nicht überlieferten Psalmen aus dem Jahr 1559 in dem gleichen Stil gehalten sind. Ebenso wie seine Messen haben sich Arcadelts übrige geistliche Werke kaum über den Ort ihrer Entstehung bzw. Erstveröffentlichung hinaus verbreitet. Immerhin haben aber gerade seine Motetten in der Folgezeit im deutschsprachigen Raum Anklang gefunden, wo einzelne Stücke, besonders das äußerst beliebte „Dum complerentur dies pentecostes“ bis ins 17. Jahrhundert überliefert wurden. Stärker noch als im Madrigal und in der Chanson besteht das historische Verdienst Jakob Arcadelts im Bereich der geistlichen Musik in der Assimilation und Adaption, besonders aber in der Perfektionierung vorhandener Stilrichtungen (Thomas Schmidt-Beste in der Quelle MGG).

## Werke (summarisch)
Gesamtausgabe: Jacobi Arcadelt. Opera Omnia, herausgegeben von Albert Seay (1916–1984), 10 Bände, ohne Ortsangabe, 1965–1970 (= Corpus Mensurabilis Musicae Nr. 31; Teil I: Messen, Teil II–VII: Madrigale, Teil VIII–IX: Chansons, Teil X: Motetten). Der Herausgeber der Gesamtausgabe hat jedoch die handschriftlich überlieferten Werke bei den geistlichen Kompositionen nur ungenügend und bei den weltlichen überhaupt nicht berücksichtigt.
- Messen: 3 Titel zu fünf bzw. sechs Stimmen (Details: MGG Personenteil Band 1, Spalte 858)
- Motetten, Lamentationen und Magnificat mit gesicherter Autorschaft Arcadelts: 31 Titel zu vier bis acht Stimmen (Details: MGG Personenteil Band 1, Spalte 858)
- Motetten mit zweifelhafter Autorschaft, teilweise Arcadelt zugeschrieben: 2 Titel zu fünf Stimmen (Details: MGG Personenteil Band 1, Spalte 858)
- Verlorene und verschollene geistliche Werke: 1 Sammlung mit Motetten (erschienen Paris 1556) und 6 Psalmen (erschienen Paris 1559)
- Weltliche Madrigale mit gesicherter Autorschaft Arcadelts: 9 Sammelbände und 216 Einzeltitel zu drei bis sechs Stimmen (Details: MGG Personenteil Band 1, Spalten 859 bis 864)
- Madrigale mit zweifelhafter Autorschaft, teilweise Arcadelt zugeschrieben: 48 Titel zu vier Stimmen (Details: MGG Personenteil Band 1, Spalten 863 bis 864)
- Geistliche und weltliche Chansons mit gesicherter Autorschaft Arcadelts: 11 Sammelbände und 132 Einzeltitel zu drei bis sechs Stimmen  (Details: MGG Personenteil Band 1, Spalten 864 bis 867)
- Chansons mit zweifelhafter Autorschaft, teilweise Arcadelt zugeschrieben: 2 Titel zu vier Stimmen (Details: MGG Personenteil Band 1, Spalte 866)